# Flaga Dominiki
Flaga Dominiki – jeden z symboli narodowych Dominiki.

## Opis
Na zielonym tle przecinają się trzy pionowe i poziome pasy w kolorach żółtym, czarnym i białym, tworząc krzyż. Pośrodku flagi jest czerwony okrąg z wyobrażeniem papugi (amazonka cesarska, łac. amazona imperialis), która stoi na gałęzi, otoczona przez dziesięć zielonych gwiazd.
Umieszczona pośrodku flagi papuga jest symbolem wyspy; znajduje się ona także na herbie Dominiki.
Dziesięć zielonych gwiazd, tradycyjny symbol nadziei, wyobraża dziesięć parafii, na jakie jest podzielona wyspa. Czerwony okrąg pośrodku symbolizuje troskę mieszkańców wyspy o sprawiedliwość społeczną.
Trzykolorowe pasy, tworzące krzyż symbolizują trójistotność Boga, sam natomiast krzyż – wiarę w Boga. Pas żółty wyobraża światło słoneczne oraz najważniejsze produkty wyspy: banany oraz owoce cytrusowe, jest także symbolem Karaibów i Arawaków, pradawnych mieszkańców wyspy.
Biały pas symbolizuje przejrzystość rzek i wodospadów jak również czystość ludzkich planów i ambicji. Pas czarny symbolizuje żyzną ziemię wyspy oraz afrykańskie dziedzictwo mieszkańców Dominiki. Zieleń tła symbolizuje zieleń lasów i bujność przyrody na wyspie.
Flaga została przyjęta 3 listopada 1978 roku, w dniu ogłoszenia niepodległości wyspy. Znajdująca się pośrodku flagi papuga w pierwotnej wersji, przyjętej w 1978 roku, była zwrócona aż do 1988 roku w drugą stronę (dziobem w heraldyczną stronę lewą). Otaczające papugę gwiazdy pierwotnie nie miały żółtej obwódki; wprowadzono ją dopiero w 1981 r.

## Historyczne warianty flagi

Flaga Dominikany za czasów kolonii brytyjskiej w latach 1955–1965
Flaga Dominikany w latach 1965–1978
Flaga niepodległej Dominiki 1978-1981
Flaga Dominiki 1981-1988
Flaga Dominiki 1988–1990